# Casey Robinson
Kenneth Casey Robinson (* 17. Oktober 1903 in Logan, Utah; † 6. Dezember 1979 in Sydney, New South Wales, Australien) war ein US-amerikanischer Drehbuchautor, Filmproduzent und Filmregisseur, der einmal für einen Oscar für das beste adaptierte Drehbuch nominiert war und 1968 den Writers Guild of America Award für sein Lebenswerk erhielt.

## Leben
Nach dem Schulbesuch absolvierte Robinson ein Studium an der Cornell University, das er 1924 abschloss. Anschließend arbeitete er zunächst als Lehrer für Englisch an einer High School in Brigham City sowie für kurze Zeit als Reporter für die Tageszeitung New York World.
Seine Laufbahn in der Filmwirtschaft Hollywoods begann er 1927 mit einer Wochengage von 100 US-Dollar als Autor von Zwischentiteln bei Stummfilmen wie dem Kriegsfilm Die Welt in Flammen (1927) von Alfred Santell mit Richard Barthelmess. Zu Beginn der 1930er Jahre arbeitete er auch als Filmregisseur und inszenierte zwischen 1931 und 1932 sechs Kurzfilme sowie den Western Renegades of the West (1932) mit Tom Keene, Roscoe Ates und Betty Furness in den Hauptrollen. 1933 unterzeichnete er einen Vertrag als hauptberuflicher Drehbuchautor bei Paramount Pictures und arbeitete dort, bis er 1935 nach Unterzeichnung eines Zehn-Jahres-Vertrages zu Warner Bros. wechselte. Im Laufe seiner Karriere verfasste er die Drehbücher und Vorlagen für rund sechzig Filme und Fernsehserien.
Bei der Oscarverleihung 1936 war er für das Drehbuch zum Piratenfilm Unter Piratenflagge (1935) von Michael Curtiz mit Errol Flynn, Olivia de Havilland und Lionel Atwill für den Oscar für das beste adaptierte Drehbuch nach dem Roman Captain Blood von Rafael Sabatini nominiert.
In den folgenden Jahren verfasste er unter anderem Drehbücher zu weiteren Filmen mit Errol Flynn sowie Bette Davis wie Opfer einer großen Liebe (1939) und Reise aus der Vergangenheit (1942). Auch die Szenen in Casablanca (1942) von Michael Curtiz, in denen sich Ilsa (Ingrid Bergman) und Rick (Humphrey Bogart) alleine im Café treffen, stammen größtenteils von Casey Robinson, der im Vorspann jedoch nicht genannt wird („uncredited“). Nachdem er Warner Bros. nach Vertragsende 1945 verlassen hatte, arbeitete er zunächst für Metro-Goldwyn-Mayer, ehe er zwischen 1949 und 1954 als Drehbuchautor sowie zeitweise auch als Filmproduzent für 20th Century Fox tätig war.
Robinson, der in zweiter Ehe von 1944 bis 1954 mit der Ballerina und Filmschauspielerin Tamara Toumanova verheiratet war, erhielt 1968 für sein Lebenswerk den Preis der Writers Guild of America. Der Filmkritiker Richard Corliss bezeichnete Robinson als „den Meister der Kunst – und des Handwerks – der Adaption“ (‚the master of the art – or craft – of adaptation‘).

## Auszeichnungen
- 1968: Writers Guild of America Award für das Lebenswerk

## Filmografie (Auswahl)
D=Drehbuchautor, P=Produzent, R=Regisseur
- 1927: Die Welt in Flammen (The Patent Leather Kid) (D)
- 1928: Out of Ruins (D)
- 1932: Is My Face Red? (D)
- 1932: Renegades of the West (R)
- 1934: Eight Girls in a Boat (D)
- 1935: Unter Piratenflagge (Captain Blood) (D)
- 1935: I Found Stella Parrish (D)
- 1936: Der Erbe des Hauses Farrington (Give Me Your Heart) (D)
- 1937: It’s Love I’m After (D)
- 1938: Liebe zu viert (Four’s A Crowd) (D)
- 1939: Opfer einer großen Liebe (Dark Victory) (D)
- 1939: Die alte Jungfer (The Old Maid) (D)
- 1939: Yes, My Darling Daughter (D)
- 1940: Hölle, wo ist dein Sieg (All This, and Heaven Too) (D)
- 1941: Mit einem Fuß im Himmel (One Foot in Heaven) (D)
- 1942: Kings Row (D)
- 1942: Reise aus der Vergangenheit (Now, Voyager) (D)
- 1942: Der große Wurf (The Pride of the Yankees) (D)
- 1943: This Is the Army (D)
- 1944: Fahrkarte nach Marseille (Passage to Marseille) (D)
- 1944: Days of Glory (P) (D)
- 1945: Das grüne Korn (The Corn Is Green) (D)
- 1945: Das Spiel mit dem Schicksal (Saratoga Trunk) (D)
- 1947: Die Affäre Macomber (The Macomber Affair) (D, P)
- 1947: Desire Me (D)
- 1948: Ein Mann für Millie (The Mating of Millie) (P)
- 1949: Father Was a Fullback
- 1950: Vorposten in Wildwest (Two Flags West) (D, P)
- 1952: Schnee am Kilimandscharo (The Snows of Kilimanjaro) (D)
- 1952: Kurier nach Triest (Diplomatic Courier) (D)
- 1954: Sinuhe der Ägypter (The Egyptian) (D)
- 1956: Die Bestie (While the City Sleeps)
- 1956: Conflict (Fernsehserie, D)
- 1963: Zorro, der Mann mit den zwei Gesichtern (Il segno di Zorro) (D)
- 1975: Scobie Malone (D, P)